# Maria Teresa Rebolo
Maria Teresa Soares Gouveia Fernandes Rebolo (Funchal, 7 de junho de 1905 — Funchal, 8 de novembro de 2008) foi a primeira presidente da Junta de Freguesia do Curral das Freiras, no concelho de Câmara de Lobos, Região Autónoma da Madeira.

## Biografia
Maria Teresa Rebolo era natural da freguesia de Santa Maria Maior, no Funchal, ilha da Madeira, onde nasceu a 7 de junho de 1905, filha de Manuel Gouveia e de Teresa de Jesus Soares Gouveia. Foi casada com Manuel Fernandes Rebolo Júnior, de quem enviuvou em 1995 e residia no sítio das Casas Próximas, no Curral das Freiras.
Foi vogal da primeira direção da Casa do Povo do Curral das Freiras, em 1973. Três anos depois, foi a primeira presidente da Junta de Freguesia do Curral das Freiras, no concelho de Câmara de Lobos, tendo sido eleita nas autárquicas de 1976, nas listas do Centro Democrático Social (atual CDS – Partido Popular), e mantendo-se no cargo durante um mandato.
Faleceu na freguesia do Monte, no Funchal, a 8 de novembro de 2008, aos 103 anos de idade.